# Madina Schanatajewa
Madina Kairqysy Schanatajewa (kasachisch Мадина Каирқызы Жанатаева Madina Kairqyzy Janataeva; * 3. Mai 1991) ist eine kasachische Fußballspielerin.

## Karriere

### Vereine
Schanatajewa begann ihre Karriere 2009 bei BIIK Kazygurt. Im Jahr 2015 wechselte sie zum russischen Verein Kubanochka Krasnodar, kehrte jedoch noch im selben Jahr zu BIIK Kazygurt zurück, wo sie seither spielt.

### Nationalmannschaft
Seit 2009 spielt Schanatajewa für die 
kasachische Frauen-Nationalmannschaft.